# بی‌بی‌سی ورلد نیوز
بی‌بی‌سی ورلد نیوز (انگلیسی: BBC World News) برنامهٔ بین‌المللی پخش اخبار کانال بی‌بی‌سی است که برای اولین بار در ۱۱ مارس ۱۹۹۵ روی آنتن رفت. این برنامه بیشترین مخاطب را در بین سایر برنامه‌های شبکهٔ بی‌بی‌سی دارد و در سال‌های ۲۰۱۵ و ۲۰۱۶ مخاطبان این برنامه ۹۹ میلیون در هفته تخمین زده‌شد.